# Morgan Knabe
Morgan Knabe (Calgary, 20 maggio 1981) è un nuotatore canadese.
Specializzato nella rana, ha partecipato alle Olimpiadi di Sydney 2000 e di Atene 2004.

## Palmarès
- Mondiali in vasca corta

Hong Kong 1999: bronzo nei 100m rana.
- Giochi PanPacifici

Fukuoka 1997: bronzo nella 4x100m misti.
Sydney 1999: argento nella 4x100m misti e bronzo nei 100m rana.
- Giochi del Commonwealth

Manchester 2002: argento nei 100m rana e bronzo nella 4x100m misti.
- Giochi panamericani

Winnipeg 1999: oro nei 200m rana, argento nei 100m rana e bronzo nella 4x100m misti.

### Coppa del Mondo
- Vincitore della Coppa del Mondo dei 50m rana nel 2001
- Vincitore della Coppa del Mondo dei 100m rana nel 2001